# Лазорко, Иван Михайлович
Иван Михайлович Лазорко (укр. Іван Михайлович Лазорко; 9 апреля 1947, Юновка, Волынская область — 26 октября 2014, Луцк) — советский украинский партийный деятел. Первый секретарь Волынского обкома КП Украины (1990—1991). Народный депутат СССР (1990—1991).

## Биография
Родился 9 апреля 1947 в селе Юновка (ныне село в составе Затурцевской сельской общины Владимирского района Волынской области Украины).
Образование высшее. В 1969 году окончил Луцкий государственный педагогический институт имени Леси Украинки.
Член КПСС с 1969.
В 1969—1970 гг. — директор Локачинской заочной средней школы.
В январе 1970—1974 гг. — лектор Локачинского районного комитета КПУ Волынской области. В 1974—1975 гг. — лектор Волынского областного комитета КПУ.
С 1975 г. — инструктор, заместитель заведующего отделом, руководитель лекторской группы, заместитель заведующего идеологическим отделом Волынского областного комитета КПУ.
В 1980 году окончил Высшую партийную школу при ЦК КПУ.
В 1987 — июне 1990 гг. — заведующий идеологическим отделом Волынского областного комитета КПУ.
В июне—декабре 1990 гг. — секретарь Волынского областного комитета КПУ, председатель идеологической комиссии Волынской областной партийной организации.
3 декабря 1990 — август 1991 — 1-й секретарь Волынского областного комитета КПУ.
В 1991—1993 гг. — инженер, заместитель генерального директора производственно-торговой ассоциации «Волиньхарчопром». С 1993 года — генеральный директор производственно-торговой ассоциации «Волиньхарчопром».
Занимался коммерческой деятельностью. Возглавлял общество с ограниченной ответственностью «Три Л».
Потом — на пенсии в городе Луцке.

## Награды
- ордена
- медали